# Pannaria tavaresii
Pannaria tavaresii är en lavart som beskrevs av P. M. Jørg. Pannaria tavaresii ingår i släktet Pannaria och familjen Pannariaceae.   Inga underarter finns listade i Catalogue of Life.